# خوسه گومس (بازیکن فوتبال)
خوسه گومس (اسپانیایی: José Gómez‎؛ زادهٔ ۲۳ اکتبر ۱۹۴۹) بازیکن فوتبال اهل اروگوئه بود.
از باشگاه‌هایی که در آن بازی کرده‌است می‌توان به باشگاه فوتبال دپورتیوو آلاوس، باشگاه فوتبال سرو، و باشگاه ورزشی دفنسور اشاره کرد.
وی همچنین در تیم ملی فوتبال اروگوئه بازی کرده‌است.